# マテウス・ドリア・マセド
ドリア（Doria）ことマテウス・ドリア・マセド（Matheus Doria Macedo, 1994年11月8日 - ）は、ブラジル・サンゴンサロ出身のプロサッカー選手。サントス・ラグナ所属。ポジションはディフェンダー。

## 経歴

### クラブ
ボタフォゴFRでトップチームに昇格し、2012年5月27日、コリチーバFC戦でプロデビュー - soccerway。同年の10月27日のアトレチコ・ゴイアニエンセ戦でプロ初ゴールを記録した。
2014年9月1日、フランスのオリンピック・マルセイユへ移籍した。しかしマルセロ・ビエルサ政権下ではベンチを温める日々が続き、リーグ・アンデビューすら叶わなかった。
2015年2月6日、出場機会を求めてサンパウロFCへレンタル移籍。同年8月31日にはグラナダCFへ1年間のレンタル移籍を果たした。
マルセイユへ復帰した2016-17シーズンにはリーグ戦23試合に出場したものの、翌2017-18シーズンには出場機会が激減し、2018年1月27日にスュペル・リグのイェニ・マラティヤスポルへレンタル移籍。

### 代表
ブラジル代表としてU-20代表を経験し、2013年4月6日のボリビア戦でA代表デビューを果たした。

## 所属クラブ
- ボタフォゴFR 2012-2014
- オリンピック・マルセイユ 2014-2018

→ サンパウロFC 2015 (loan)
→ グラナダCF 2015-2016 (loan)
→ イェニ・マラティヤスポル 2018 (loan)
- サントス・ラグナ 2018-

## タイトル

### クラブ
ボタフォゴFR
- カンピオナート・カリオカ: 2013

### 代表
- トゥーロン国際大会: 2013, 2014